# Nowe (gromada w powiecie świeckim)
Nowe – dawna gromada, czyli najmniejsza jednostka podziału terytorialnego Polskiej Rzeczypospolitej Ludowej w latach 1954–1972.
Gromady, z gromadzkimi radami narodowymi (GRN) jako organami władzy najniższego stopnia na wsi, funkcjonowały od reformy reorganizującej administrację wiejską przeprowadzonej jesienią 1954 do momentu ich zniesienia z dniem 1 stycznia 1973, tym samym wypierając organizację gminną w latach 1954–1972.
Gromadę Nowe z siedzibą GRN w mieście Nowem (nie wchodzącym w jej skład) utworzono 31 grudnia 1959 w powiecie świeckim w woj. bydgoskim z obszarów zniesionych gromad Rychława, Bochlin i Morgi w tymże powiecie.
W 1961 roku gromada miała 27 członków gromadzkiej rady narodowej.
31 grudnia 1961 do gromady Nowe włączono obszar zniesionej gromady Kolonia Ostrowite, wieś Mątwy ze zniesionej gromady Wielkie Zajączkowo oraz wieś Mały Komórsk ze zniesionej gromady Wielki Komórsk w tymże powiecie.
1 stycznia 1969 do gromady Nowe włączono grunty rolne o powierzchni ogólnej 468,58 ha z miasta Nowe w tymże powiecie.
Gromada przetrwała do końca 1972 roku, czyli do kolejnej reformy gminnej. 1 stycznia 1973 w powiecie świeckim reaktywowano zniesioną w 1954 roku gminę Nowe.